# Municipio de Eschen
Eschen es un municipio del principado de Liechtenstein. Limita de suroeste a norte con el municipio de Gamprin, al noreste con Schellenberg, al este con Mauren, al sureste con Frastanz (AT-8), Planken y el exclave de Gamprin, y al sur con Schaan.
El municipio posee además el exclave de Nendeln, gracias al cual limita también con un exclave del municipio de Vaduz, así como con las comunas suizas de Sennwald (CH-SG) y Buchs (CH-SG).

## Lugares de interés
- Sportpark Eschen-Mauren (estadio del USV Eschen/Mauren)
- Iglesia de San Martín.
- Balneario de Eschen.

## Comunicaciones
Eschen es famosa por la venta de sus bicicletas, ya que son las más baratas de todo el país. Para llegar a la ciudad, es necesario ir en autobús o en coche, aunque el transporte ferroviario también está muy frecuentado por los aldeanos. La estación de ferrocarril más cercana está en Ruggell, al norte de Liechtenstein.

## Deportes
Eschen es famosa por su equipo de fútbol, el USV Eschen/Mauren, con sede en las dos ciudades. Además del fútbol, destaca el hockey, el patinaje sobre hielo, la natación, el balonmano, el esquí y carreras de trineos, entre otras disciplinas deportivas tanto de verano como de invierno.